# Sainte-Gemme-en-Sancerrois
Sainte-Gemme-en-Sancerrois – miejscowość i gmina we Francji, w Regionie Centralnym, w departamencie Cher. Nazwa miejscowości pochodzi od imienia św. Gemmy.
Według danych na rok 1990 gminę zamieszkiwało 400 osób, a gęstość zaludnienia wynosiła 27 osób/km² (wśród 1842 gmin Regionu Centralnego Sainte-Gemme-en-Sancerrois plasuje się na 757. miejscu pod względem liczby ludności, natomiast pod względem powierzchni na miejscu 891.).